# مونگوی
مونگوی (انگلیسی: Monguí) نام یک منطقه مسکونی در کلمبیا است.